# Nantissement
Le nantissement est en général un droit de gage mobilier. C'est un « contrat réel par lequel le débiteur ou un tiers, en se dessaisissant d'un bien, constitue sur celui-ci une sûreté réelle, le nantissement, au profit du créancier ». Un nantissement peut aussi être une sûreté réelle résultant du contrat de nantissement.

## Droit français
En droit français, le nantissement est défini depuis l'ordonnance du 23 mars 2006 comme un contrat par lequel un débiteur remet un bien meuble incorporel à son créancier pour garantir sa dette. Le droit commun du nantissement est régi aux articles 2355 et suivants du code civil français.

## Droit louisianais (États-Unis)
En droit lousianais, le nantissement est régi par les articles 3141 à 3181 du Code civil de la Louisiane.

## Droit québécois (Canada)
En droit québécois, le nantissement faisait partie du Code civil du Bas-Canada (art. 1966 C.C.B.C), aujourd'hui abrogé. Depuis la réforme du droit des sûretés de 1994, il existe plutôt un régime général de l'hypothèque à partir de l'article 2660 du Code civil du Québec.